# Satoshi Furukawa
Satoshi Furukawa (Yokohama, 4 aprile 1964) è un astronauta giapponese.
Nel 2011 partecipò alla missione di lunga durata a bordo della Stazione spaziale internazionale (ISS) sul veicolo spaziale Sojuz TMA-02M per l'Expedition 28/29. Nel 2020 è stato assegnato a una seconda missione di lunga durata, SpaceX Crew-7 (Expedition 69/70) il cui lancio è avvenuto il 26 agosto 2023 dal Kennedy Space Center a bordo della navicella Crew Dragon Endurance. È tornato sulla Terra il 12 marzo 2024 dopo 199 giorni di missione.

## Biografia

### Istruzione e carriera di medico
Dopo aver conseguito nel 1989 una laurea in medicina all'Università di Tokyo, iniziò a lavorare prima come medico nei reparti di anestesia e chirurgia dell'Ospedale dell'Università di Tokyo e dell'Ospedale centrale della prefettura di Ibaraki. Dal 1994 lavorò come chirurgo in alcuni ospedali di diverse prefetture e dal 1997 divenne chirurgo del primo reparto di chirurgia dell'Ospedale dell'Università di Tokyo. Nel 2001, dopo essere stato selezionato come astronauta, conseguì un dottorato in scienze mediche presso l'Università di Tokyo.

### Carriera di astronauta

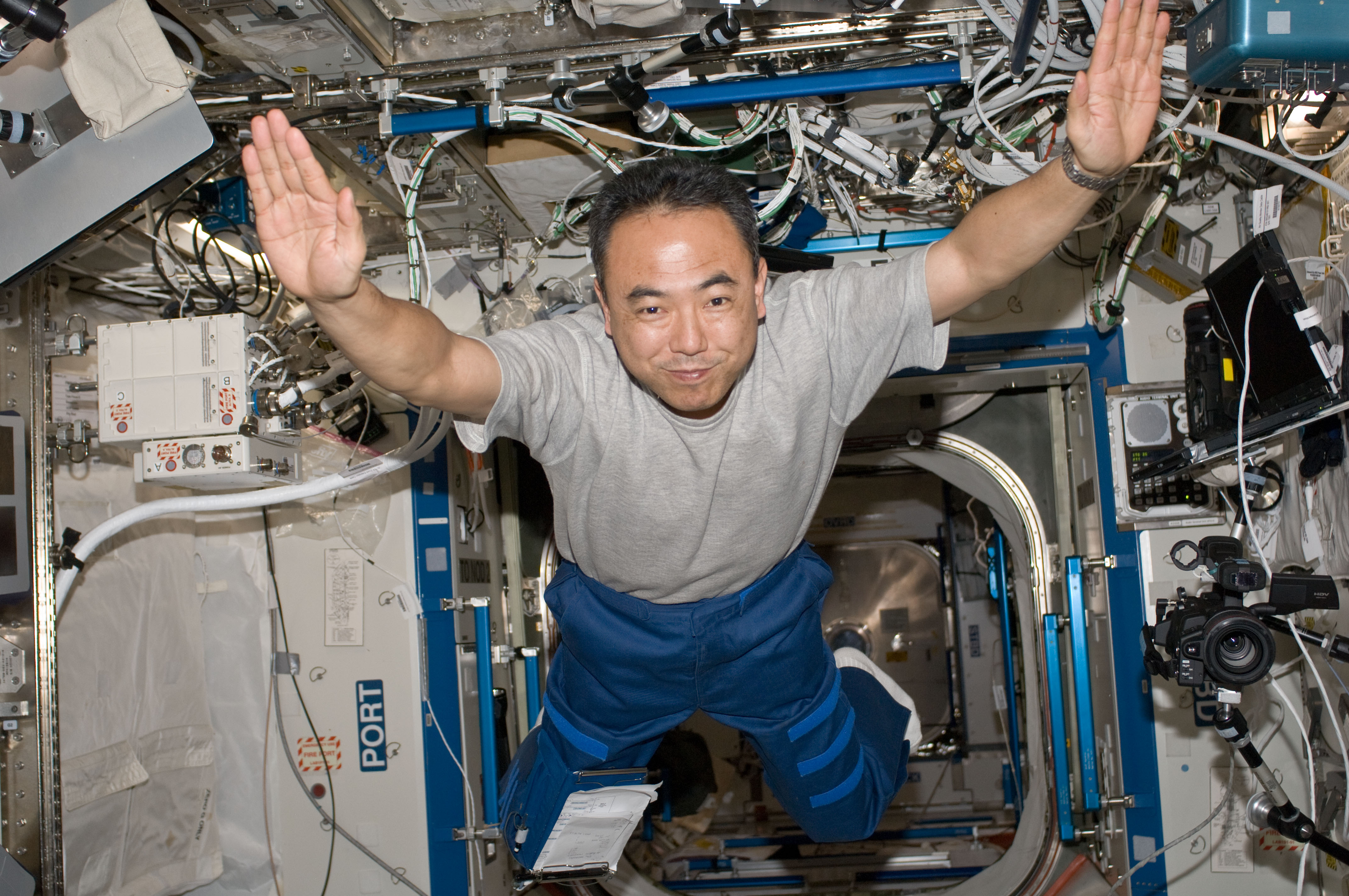
Furukawa vola dentro il laboratorio Destiny nel 2011

Nel febbraio 1999 venne selezionato dalla NASDA come astronauta del Gruppo 4 degli astronauti NASDA. Nell'aprile dello stesso anno iniziò l'addestramento astronautico di base al Centro spaziale di Tsukuba che durò fino al gennaio 2001, momento in cui venne qualificato come astronauta. Nella primavera nel 2001 iniziò l'addestramento astronautico avanzato della ISS, oltre a partecipare allo sviluppo dell'hardware e delle operazioni del modulo giapponese "Kibo" della ISS che venne lanciato nel 2008. Nel 2003 la NASDA, l'agenzia per cui lavorava Furukawa, venne fusa con ISAS (Institute of Space and Astronautical Science) e NAL (National Aerospace Laboratory of Japan), venendo istituita la JAXA (Japan Aerospace Exploration Agency). Da luglio a settembre 2003 si addestrò nella Città delle Stelle, in Russia venendo certificato come ingegnere di volo 1 per il veicolo spaziale russo Sojuz TMA nel maggio 2004. Il mese successivo si recò al Johnson Space Center per iniziare l'addestramento astronautico di base di 20 mesi della NASA insieme al Gruppo 19 degli astronauti NASA; l'addestramento comprendeva lezioni tecniche sui sistemi dello Space Shuttle e della Stazione spaziale internazionale, addestramento fisico, addestramento di volo sul T-38 e addestramenti di sopravvivenza in acqua e nelle zone disabitate. Nel febbraio 2006 concluse l'addestramento ricevendo la qualifica di Specialista di missione e divenendo assegnabile a una missione spaziale a bordo dello Space Shuttle. Nel frattempo svolse dei lavori in preparazione al lancio del modulo Kibo. Nell'agosto 2007 partecipò alla missione analoga NEEMO 13 vivendo e lavorando per una settimana all'interno del laboratorio Aquarius situato a 19 metri di profondità, nel fondale marino a Key Largo, sulle coste della Florida. Nel maggio 2008 venne assegnato come riserva dell'astronauta giapponese Soichi Noguchi che avrebbe partecipato all'Expedition 22/23. Nel dicembre dello stesso anno venne assegnato come ingegnere di volo dell'Expedition 28/29 che si svolse tra giugno e novembre 2011. Nel 2013 partecipò a una missione analoga ESA CAVES trascorrendo una settimana all'interno di una grotta in Sardegna. Dal 2014 a marzo 2021 fu Capo del Space Biomedical Research Group della JAXA, promuovendo la ricerca nel campo della medicina spaziale. Nel novembre 2020 venne assegnato a una missione spaziale di lunga durata prevista per il 2023 a bordo di un veicolo commerciale statunitense e della Stazione spaziale internazionale.

#### Sojuz TMA-02M (Expedition 28/29)
Il 7 giugno 2011 venne lanciato a bordo del veicolo russo Sojuz TMA-02M per prendere parte all'Expedition 28/29 sulla Stazione spaziale internazionale. Dopo due giorni di viaggio, il veicolo con il suo equipaggio attraccò autonomamente al Segmento russo della ISS. Nei 167 giorni di permanenza in orbita svolse centinaia di esperimenti scientifici, lavorò a fianco agli astronauti dell'ultimo volo del Programma Shuttle (STS-135) e effettuò manutenzione della ISS. Il 24 agosto 2011 il lancio del veicolo cargo Progress M-12M che avrebbe dovuto rifornire la ISS e il suo equipaggio non avvenne come previsto e il veicolo andò perso; fu il primo fallimento di un veicolo Progress dal 1978. A causa di questo incidente, il veicolo con equipaggio russo Sojuz TMA-22 che avrebbe dovuto trasportare i tre membri restanti dell'Expedition 29 venne rinviato di due mesi e mezzo, da settembre a novembre 2011. Questo comportò la presenza dei soli tre membri della Sojuz TMA-02M (Furukawa, Sergej Volkov e Michael Fossum) a bordo della ISS per due mesi. Il 21 novembre, cinque giorni dopo l'arrivo della Sojuz TMA-22, Furukawa a bordo della Sojuz TMA-02M lasciò la ISS per far ritorno sulla Terra dopo aver concluso la sua missione di cinque mesi e mezzo. Il veicolo atterrò nelle terre disabitate del Kazakistan vicino alla città di Arkalyk il giorno successivo.

#### SpaceX Crew-7 (Expedition 70)
Nel 2020 la JAXA lo assegnò a una missione spaziale sulla ISS prevista per il 2023 a bordo di un veicolo spaziale commerciale statunitense (Crew Dragon o CST-100 Starliner). Il 23 maggio 2023 venne assegnato ufficialmente alla missione spaziale SpaceX Crew-7 per l'Expedition 69/70, il cui lancio avvenuto il 26 agosto 2023 a bordo della navicella Crew Dragon Endurance.